# Kepa Arrizabalaga
Kepa Arrizabalaga Revuelta (Ondarroa, 3 ottobre 1994) è un calciatore spagnolo, portiere dell'Arsenal.
Formatosi nell'Athletic Bilbao, nel 2018 è stato acquistato dal Chelsea per 80 milioni di euro, diventando il portiere più costoso nella storia del calcio. Con la nazionale spagnola ha partecipato ad un campionato mondiale (2018).

## Carriera

### Club

#### Athletic Bilbao e prestiti
Formatosi nel vivaio dell'Athletic Bilbao, tra il 2011 e il 2014 fa esperienza nelle serie minori tra le file del Baskonia e del Bilbao Athletic, entrambe filiali del club basco. Nel gennaio 2015 viene ceduto in prestito per sei mesi al Ponferradina, in Segunda División. La stagione 2015-2016 lo vede nuovamente in prestito in serie cadetta al Real Valladolid.
Nell'estate 2016 fa ritorno all'Athletic, esordendo in Liga il successivo 11 settembre, da titolare, nella vittoria per 0-1 in casa del Deportivo La Coruña.

#### Chelsea
L'8 agosto 2018 si trasferisce al Chelsea, dietro pagamento della clausola rescissoria da 80 milioni di euro fissata nel suo contratto con l'Athletic Bilbao. Lo spagnolo diventa in questo modo il portiere più costoso nella storia del calcio, battendo il primato stabilito solo qualche settimana prima da Alisson Becker. Al Chelsea all'inizio era titolare in quanto aveva rimpiazzato il partente Thibaut Courtois.
Il 24 febbraio 2019 è stato protagonista di un episodio controverso: durante la finale di Coppa di Lega contro il Manchester City l'allenatore dei Blues Maurizio Sarri voleva sostituirlo all'ultimo minuto dei supplementari (la partita era sullo 0-0), ma lui si è rifiutato rivolgendo anche un gesto offensivo con il braccio verso l'allenatore toscano; il Chelsea perderà per 4-3 ai rigori, condannato dagli errori di Jorginho e Luiz, che hanno vanificato la sua parata su Leroy Sané. A fine partita Sarri ha dichiarato che il portiere basco si era scusato e che lui credeva avesse i crampi, ma per questo è stato multato e lo stipendio di una settimana è stavo devoluto in beneficenza.
Il 29 maggio 2019 vince l'Europa League 2018-2019, aggiudicandosi la finale contro l'Arsenal (4-1).
Dopo una serie di prestazioni altalenanti nella stagione successiva, a partire dal 2020-2021 viene relegato a riserva del neo acquisto Édouard Mendy. L'11 agosto 2021, durante la finale di Supercoppa Europea subentra durante il secondo tempo supplementare proprio a Mendy e para il rigore decisivo durante i tiri di rigore, aggiudicandosi così il trofeo.
Il 27 febbraio 2022, durante la finale di Coppa di Lega contro il Liverpool, Kepa subentra a Mendy all'ultimo minuto dei tempi supplementari per i tiri di rigore. Il risultato di parità persiste e si prosegue ad oltranza fino all'undicesima serie di rigori, costringendo al tiro anche i due portieri. In questa occasione, Kepa non para nessuno degli 11 rigori contro e sbaglia quello tirato da lui, condannando il Chelsea alla sconfitta.

#### Prestiti a Real Madrid e Bournemouth
Il 14 agosto 2023 viene ceduto in prestito secco annuale al Real Madrid, per sostituire l'infortunato Thibaut Courtois. Dopo essere inizialmente partito come titolare, complice anche le ottime prestazioni di Andrij Lunin ed il contemporaneo ritorno di Courtois viene nuovamente relegato in panchina, facendo ritorno al Chelsea al termine della stagione.
Ritornato ai Blues viene nuovamente ceduto in prestito, questa volta al Bournemouth.
Arsenal
Il 1° luglio 2025 si trasferisce a titolo definitivo all'Arsenal.

### Nazionale
Nel 2012, dopo avere giocato con l'Under-18 della Spagna vince l'Europeo Under-19 in Estonia. Nel 2013, appena 19enne, debutta invece in Under-21 in un'amichevole pareggiata per 1-1 contro il Belgio. Nel 2017 viene convocato per l'Europeo Under-21 in Polonia, dove lui è il portiere titolare della nazionale spagnola che giunge al secondo posto, sconfitta col punteggio di 1-0 in finale dalla Germania.
Il 12 novembre 2017 debutta in Nazionale maggiore in occasione dell'amichevole vinta per 5-0 contro la Costa Rica giocando da titolare. Il 21 maggio 2018 viene convocato dal commissario tecnico della Spagna Lopetegui per il campionato del mondo 2018, che per la nazionale spagnola si conclude agli ottavi di finale, nei quali viene sconfitta ai tiri di rigore dai padroni di casa della Russia. L'11 ottobre 2018, alla sua seconda partita, ha subito il suo primo goal in nazionale A in un'amichevole (vinta 4-1) contro il Galles; il goal è stato segnato da Sam Vokes.

## Statistiche

### Presenze e reti nei club
Statistiche aggiornate al 3 giugno 2025.
| Stagione               | Squadra                | Campionato             | Campionato | Campionato | Coppe nazionali | Coppe nazionali | Coppe nazionali | Coppe continentali | Coppe continentali | Coppe continentali | Altre coppe | Altre coppe | Altre coppe | Totale | Totale |
| Stagione               | Squadra                | Comp                   | Pres       | Reti       | Comp            | Pres            | Reti            | Comp               | Pres               | Reti               | Comp        | Pres        | Reti        | Pres   | Reti   |
| ---------------------- | ---------------------- | ---------------------- | ---------- | ---------- | --------------- | --------------- | --------------- | ------------------ | ------------------ | ------------------ | ----------- | ----------- | ----------- | ------ | ------ |
| 2012-2013              | Bilbao Athletic        | SDB                    | 7          | -7         | -               | -               | -               | -                  | -                  | -                  | -           | -           | -           | 7      | -7     |
| 2013-2014              | Bilbao Athletic        | SDB                    | 26         | -26        | -               | -               | -               | -                  | -                  | -                  | -           | -           | -           | 26     | -26    |
| 2014-gen. 2015         | Bilbao Athletic        | SDB                    | 17         | -11        | -               | -               | -               | -                  | -                  | -                  | -           | -           | -           | 17     | -11    |
| Totale Bilbao Athletic | Totale Bilbao Athletic | Totale Bilbao Athletic | 50         | -44        |                 | -               | -               |                    | -                  | -                  |             | -           | -           | 50     | -44    |
| gen.-giu. 2015         | Ponferradina           | SD                     | 20         | -19        | CR              | -               | -               | -                  | -                  | -                  | -           | -           | -           | 20     | -19    |
| 2015-2016              | Real Valladolid        | SD                     | 39         | -46        | CR              | 1               | -2              | -                  | -                  | -                  | -           | -           | -           | 40     | -48    |
| 2016-2017              | Atlético Bilbao        | PD                     | 23         | -22        | CR              | 0               | 0               | UEL                | 0                  | 0                  | -           | -           | -           | 23     | -22    |
| 2017-2018              | Atlético Bilbao        | PD                     | 30         | -43        | CR              | 1               | -1              | UEL                | 0                  | 0                  | -           | -           | -           | 31     | -44    |
| Totale Athletic Bilbao | Totale Athletic Bilbao | Totale Athletic Bilbao | 53         | -65        |                 | 1               | -1              |                    | 0                  | 0                  |             | -           | -           | 54     | -66    |
| 2018-2019              | Chelsea                | PL                     | 36         | -39        | FACup+CdL       | 1+4             | -2 + -2         | UEL                | 13                 | -8                 | CS          | -           | -           | 54     | -51    |
| 2019-2020              | Chelsea                | PL                     | 33         | -47        | FACup+CdL       | 1+0             | 0               | UCL                | 6                  | -9                 | SU          | 1           | -2          | 41     | -58    |
| 2020-2021              | Chelsea                | PL                     | 7          | -8         | FACup+CdL       | 6+0             | -2              | UCL                | 1                  | -1                 | -           | -           | -           | 14     | -11    |
| 2021-2022              | Chelsea                | PL                     | 4          | -2         | FACup+CdL       | 2+6             | -3 + -2         | UCL                | 1                  | -3                 | SU+Cmc      | 1+1         | 0           | 15     | -10    |
| 2022-2023              | Chelsea                | PL                     | 29         | -33        | FACup+CdL       | 1+0             | -4              | UCL                | 9                  | -8                 | -           | -           | -           | 39     | -45    |
| Totale Chelsea         | Totale Chelsea         | Totale Chelsea         | 109        | -129       |                 | 21              | -15             |                    | 30                 | -29                |             | 3           | -2          | 162    | -175   |
| 2023-2024              | Real Madrid            | PD                     | 13         | -9         | CR              | 1               | -1              | UCL                | 4                  | -5                 | SS          | 1           | -3          | 19     | -18    |
| 2024-2025              | Bournemouth            | PL                     | 31         | -39        | FACup+CdL       | 4+0             | -4              | -                  | -                  | -                  | -           | -           | -           | 35     | -43    |
| Totale carriera        | Totale carriera        | Totale carriera        | 315        | -351       |                 | 28              | -23             |                    | 34                 | -34                |             | 4           | -5          | 381    | -413   |

### Cronologia presenze e reti in nazionale
| Cronologia completa delle presenze e delle reti in nazionale ― Spagna | Cronologia completa delle presenze e delle reti in nazionale ― Spagna | Cronologia completa delle presenze e delle reti in nazionale ― Spagna | Cronologia completa delle presenze e delle reti in nazionale ― Spagna | Cronologia completa delle presenze e delle reti in nazionale ― Spagna | Cronologia completa delle presenze e delle reti in nazionale ― Spagna | Cronologia completa delle presenze e delle reti in nazionale ― Spagna | Cronologia completa delle presenze e delle reti in nazionale ― Spagna |
| Data                                                                  | Città                                                                 | In casa                                                               | Risultato                                                             | Ospiti                                                                | Competizione                                                          | Reti                                                                  | Note                                                                  |
| --------------------------------------------------------------------- | --------------------------------------------------------------------- | --------------------------------------------------------------------- | --------------------------------------------------------------------- | --------------------------------------------------------------------- | --------------------------------------------------------------------- | --------------------------------------------------------------------- | --------------------------------------------------------------------- |
| 11-11-2017                                                            | Malaga                                                                | Spagna                                                                | 5 – 0                                                                 | Costa Rica                                                            | Amichevole                                                            | -                                                                     |                                                                       |
| 11-10-2018                                                            | Cardiff                                                               | Galles                                                                | 1 – 4                                                                 | Spagna                                                                | Amichevole                                                            | -1                                                                    | 46’                                                                   |
| 18-11-2018                                                            | Las Palmas                                                            | Spagna                                                                | 1 – 0                                                                 | Bosnia ed Erzegovina                                                  | Amichevole                                                            | -                                                                     | 75’                                                                   |
| 26-3-2019                                                             | Ta' Qali                                                              | Malta                                                                 | 0 – 2                                                                 | Spagna                                                                | Qual. Euro 2020                                                       | -                                                                     |                                                                       |
| 7-6-2019                                                              | Tórshavn                                                              | Fær Øer                                                               | 1 – 4                                                                 | Spagna                                                                | Qual. Euro 2020                                                       | -1                                                                    |                                                                       |
| 10-6-2019                                                             | Madrid                                                                | Spagna                                                                | 3 – 0                                                                 | Svezia                                                                | Qual. Euro 2020                                                       | -                                                                     |                                                                       |
| 5-9-2019                                                              | Bucarest                                                              | Romania                                                               | 1 – 2                                                                 | Spagna                                                                | Qual. Euro 2020                                                       | -1                                                                    | 90+2’                                                                 |
| 12-10-2019                                                            | Oslo                                                                  | Norvegia                                                              | 1 – 1                                                                 | Spagna                                                                | Qual. Euro 2020                                                       | -1                                                                    |                                                                       |
| 15-10-2019                                                            | Stoccolma                                                             | Svezia                                                                | 1 – 1                                                                 | Spagna                                                                | Qual. Euro 2020                                                       | -1                                                                    | 60’                                                                   |
| 18-11-2019                                                            | Madrid                                                                | Spagna                                                                | 5 – 0                                                                 | Romania                                                               | Qual. Euro 2020                                                       | -                                                                     |                                                                       |
| 7-10-2020                                                             | Lisbona                                                               | Portogallo                                                            | 0 – 0                                                                 | Spagna                                                                | Amichevole                                                            | -                                                                     |                                                                       |
| 25-3-2023                                                             | Malaga                                                                | Spagna                                                                | 3 – 0                                                                 | Norvegia                                                              | Qual. Euro 2024                                                       | -                                                                     |                                                                       |
| 28-3-2023                                                             | Glasgow                                                               | Scozia                                                                | 2 – 0                                                                 | Spagna                                                                | Qual. Euro 2024                                                       | -2                                                                    |                                                                       |
| Totale                                                                |                                                                       | Presenze                                                              | 13                                                                    |                                                                       | Reti                                                                  | -7                                                                    |                                                                       |

## Palmarès

### Club

#### Competizioni nazionali
- Supercoppa di Spagna: 1

Real Madrid: 2024
- Campionato spagnolo: 1

Real Madrid: 2023-2024

#### Competizioni internazionali
- UEFA Europa League: 1

Chelsea: 2018-2019
- UEFA Champions League: 2

Chelsea: 2020-2021,
Real Madrid: 2023-2024
- Supercoppa UEFA: 1

Chelsea: 2021
- Coppa del mondo per club: 1

Chelsea: 2021

### Nazionale
- Campionato d'Europa Under-19: 1

2012
- UEFA Nations League: 1

2022-2023

### Individuale
- Squadra della stagione della UEFA Europa League: 1

2018-2019